# Ranulph de Blondeville
Ranulph de Blondeville, VI conte di Chester (Poitou, 1170 circa – Wallingford, 26 ottobre 1232), di famiglia anglo-normanna fu un potente feudatario inglese.

## L'infanzia e il primo matrimonio
Ranulph de Blondeville nacque attorno al 1170 da Ugo di Kevelioc e dalla moglie Bertrade de Montfort. Quando il padre morì nel 1181 gli succedette come conte di Chester anche se poté entrare in pieno possesso delle sue proprietà inglesi e normanne solo nel 1187 anno in cui compì i quindici anni. Due anni più tardi sposò Costanza di Bretagna, vedova di Goffredo II di Bretagna figlio di Enrico II d'Inghilterra. Costanza era madre di Arturo (che cercherà di succedere allo zio Riccardo Cuor di Leone al posto dell'altro suo zio Giovanni d'Inghilterra), re Enrico II d'Inghilterra non si fidava della duchessa bretone, motivo per cui la fece sposare con un magnate di sua fiducia. Questo matrimonio portò a Ranulph il contado di Richmond, che Costanza aveva ereditato dalla madre, ed il ducato di Bretagna, tuttavia le nozze non furono felici ed i due vissero sempre separati, lui in Inghilterra e lei in Francia.
Nel 1196 re Riccardo Cuor di Leone nominò il giovane Arturo come suo erede, quindi il ragazzo insieme alla madre lasciò Nantes per andare a corte in Normandia.
Lungo la strada Ranulph tese un'imboscata rapendo la moglie ed il figliastro, furioso Riccardo Cuor di Leone andò in Bretagna e riuscì a recuperare il nipote che venne mandato alla corte di Francia, Costanza invece rimase prigioniera fino al 1199 anno in cui il suo matrimonio con Ranulph venne annullato.

## L'appoggio a re Giovanni
L'anno seguente Ranulph si sposò con un'ereditiera normanna e, non appoggiando l'idea di vedere il giovane Arturo, sul trono diede il suo favore a Giovanni d'Inghilterra. Sospettato dal re di sostenere le sue rivolte in Galles se non addirittura di fomentarle egli stesso si vide confiscate diverse proprietà e solo dopo aver dato maggior prova della sua lealtà se le vide riconsegnare. La sua lealtà a Giovanni d'Inghilterra non venne mai comunque meno, fu con lui anche durante la prima guerra dei baroni e come ricompensa per questo venne nominato conte di Lincoln nel 1215 a seguito della battaglia omonima in cui si era coraggiosamente battuto contro i ribelli.
Nel 1216 sul trono inglese salì il piccolo Enrico III d'Inghilterra, molti si aspettarono che Ranulph si sarebbe fatto avanti per avere la reggenza e invece non fu così, si accontentò del suo contado, oltre che dell'incarico di sceriffo, e la carica di reggente andò a Guglielmo il Maresciallo.

## La Quinta Crociata e gli ultimi anni
Nel 1218 Ranulph, come molti altri nobili, partì per la Quinta Crociata partecipando come gli altri all'assedio di Damietta. Nel settembre 1219 il Sultano, provato dalla lunga guerra, fece un'offerta allettante, avrebbe dato ai cattolici Betlemme, Nazaret, Gerusalemme e la parte centrale di Galilea e Palestina. Erano molti i crociati che volevano che venisse accettata l'offerta e Ranulph era tra questi, tuttavia il vescovo di Gerusalemme, Pelagio, rifiutò. L'anno dopo Ranulph ripartì per l'Inghilterra sentendo che ormai la Quinta Crociata era persa, ma nemmeno in patria trovò pace. Morto Guglielmo il Maresciallo la reggenza era andata a Hubert de Burgh con cui Ranulph non aveva mai avuto ottimi rapporti. Negli ultimi dodici anni della sua vita Ranulph costruì castelli, assistette nel 1225 alla riaffermazione della Magna Charta con una nuova sottoscrizione da parte del re e sotto la guida di quest'ultimo partecipò alla sfortunata spedizione nel natio Poitou del 1230 - 1231 e nella regione della Bretagna che si protrasse anche oltre la sua morte.
Ranulph morì il 26 ottobre 1232, il suo cuore, le sue viscere e il suo corpo furono sepolti in tre posti diversi, quest'ultimo riposa a Chester e le sue proprietà vennero divise fra le sorelle maggiori. Lasciò a due delle sorelle anche i suoi due contadi, quello di Chester andò alla sorella Matilde, mentre quello di Lincoln alla sorella Hawise di Chester cedendoli formalmente nel 1231.